# جنگل کامپینوسکا

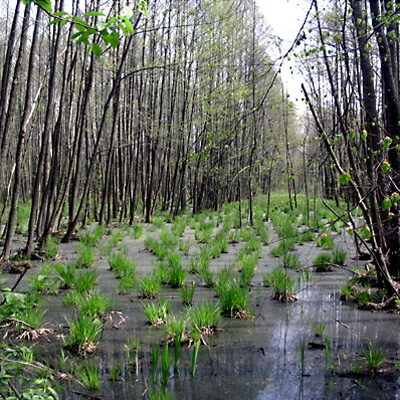
یک باتلاق در جنگل کامپینوسکا

جنگل کامپینوسکا (به لهستانی:  Puszcza Kampinoska) در لهستان، مجموعه جنگلی بزرگی واقع در استان ماسوویان در غرب ورشو است.
این جنگل در مرکز لهستان که قسمتی از دره باستانی حوزه میان رود ویستولا و بزورا را دربر گرفته‌است روزگاری ۶۷۰ کیلومتر مربع مساحت داشت اما امروز مساحت آن ۲۴۰ کیلومتر مربع می‌رسد.

## پارک ملی کامپینوسکا
قسمت اعظم این جنگل امروز تحت عنوان پارک ملی کامپینوسکا مورد محافظت قرار دارد.
ویژگی‌های این منطقه شامل تپه‌های شنی در کنار مرداب‌ها است که با درختان انبوه کاج و کاج نوئل احاطه گشته‌اند.
این جنگل در قالب برنامه ناتورا ۲۰۰۰ جزوی از مناطق حفاظت مخصوص اتحادیه اروپا است.